# Kvällsmat
Kvällsmat, äldre kvällsvard, är en måltid som äts mot kvällen. Tillagad mat som äts under tidig kväll kallas i vissa delar av landet för middag. En måltid som serveras kl. 20 eller senare kan kallas supé, medan en måltid serverad framåt natten kan kallas vickning.